# 590-е годы до н. э.
590-е (пятьсо́т девяно́стые) го́ды до на́шей э́ры по пролептическому юлианскому календарю — промежуток времени с 1 января 599 года до н. э. по 31 декабря 590 года до н. э., включающий с 599 по 591 годы 1-го десятилетия  и 590 год 2-го десятилетия VI века 1-го тысячелетия до н. э. Им предшествовали 600-е годы до н. э., за ними следовали 580-е годы до н. э. Они закончились 2615 лет назад.

## Важнейшие события
- Ок. 600 — начало борьбы карфагенян с греками за Сицилию. Греки продвигаются на запад в Африке. Карфагеняне начинают с ними упорную борьбу.
- Ок. 600 — кельты подчинили Уэльс.
- Ок. 600 — основание осканами города Помпеи (около Везувия).
- Ок. 600 (?) — Лелантская война. Самос и Халкида против Милета. Фессалия присоединилась к Халкиде, благодаря фессалийской коннице Халкида и победила.
- Ок. 600 — Поколение Стесихора и Ариона. Стесихор (Гимера) написал 26 книг стихов.
- Ок. 600 — Мегары подпали под власть тиранов и начали войну с Афинами за Саламин. Образование Беотийского союза 14 полисов во главе с Фивами. Крупное восстание рабов на Хиосе.
- Ок. 600—560 — царь Спарты Лев (Леонт) из рода Агидов. Продолжал войну с тайгетами.
- Ок. 600 — по повелению фараона Нехо II (Нехао) финикийцы в течение трёх лет совершают плавание вокруг Африки. Они останавливались около Кейптауна и Сенегала.
- Ок. 600—558 — царь Персии Камбис I, сын царя Кира I. Женат на Мандане, дочери Астиага, царя Мидии.
- Ок. 600 — возникновение зороастризма в Иране.
- Ок. 600 — Айодхья стала центром царства Косала (Индия).
- Начало VI века — столкновение карфагенян с греками из Массалии.
- Начало VI века — Орхомен вынужден присоединиться к Беотийскому союзу.
- Начало VI века — Периандр возобновил Истмийские игры. Каждый второй год, в апреле-мае.
- Начало VI века — появление театра на острове Икария.
- Начало VI века — в Индии насчитывается 16 значительных государств.